# Pie Tshibanda
Pie Tshibanda, Wamuela Bujitu (Kolwezi, 1951), è uno scrittore congolese (Repubblica Democratica del Congo).

## Biografia
La famiglia di Pie Tshibanda è originaria del Kasai e fa parte dei numerosi congolesi venuti nel Katanga per lavorare nelle miniere. Dopo aver studiato psicologia all'Università di Kisangani, lavora dal 1977 al 1987 come insegnante di materie umanistiche secondarie, consulente di orientamento scolastico e direttore degli studi in vari istituti del Katanga. Dal 1987 al 1995 è psicologo aziendale presso l'impresa Gecamines a Lubumbashi.
Nel 1995 nel Katanga scoppia la pulizia etnica contro gli zairesi originari del Kasai. I Kasaiani scampati ai massacri, dopo aver perso tutto, si ritrovano parcheggiati per settimane in condizioni terribili in vari luoghi, tra cui la stazione di Likasi, in attesa di essere evacuati. Pie Tshibanda ritiene di dover denunciare i massacri a cui ha assistito. Realizza un video, pubblica un fumetto e scrive diversi articoli. Divenuto un testimone imbarazzante, Pie è costretto a lasciare il Congo, dove è a rischio di morte, con la sua famiglia. Ottiene asilo politico in Belgio.
Da stimato intellettuale, eccolo passato allo status di rifugiato ; A 44 anni si trova a confronto con l'esilio e la solitudine, con problemi di comunicazione e differenze culturali. Si rende conto delle difficoltà che incontrerà per trovare il suo posto, farsi raggiungere dalla moglie con i sei figli e fare riconoscere i suoi diplomi. Insediatosi in un villaggio del Brabante Vallone, riprende gli studi universitari all'UCL (laurea in scienze della famiglia e sessualità) e si impegna in una école de devoir, Court Pouce a Court-Saint-Étienne.
Nel 1999 crea il suo primo spettacolo, Un fou noir au pays des Blancs , in cui evoca il suo «percorso di combattimento» nelle «procedure di asilo» . Il successo riscontrato lo porterà in tournée in tutta l'Europa francofona, in Quebec, poi in Africa dove pure è apprezzata la sua testimonianza.
Il suo secondo spettacolo si chiama: Je ne suis pas sorcier, in cui si confrontano la modernità occidentale e le tradizioni africane, con i rispettivi problemi.

## Pubblicazioni
- 1979 Femmes libres femmes enchaînées ed. Saint Paul Afrique, Lubumbashi
- 1987  Psychologie ed. Impala, Lubumbashi,
- 2001  Sexualité, amour et éducation des enfants, Médiaspaul,
- 1980 De Kolwezi à Kasai (roman), éd. Saint Paul Afrique, Kinshasa
- 1981 Je ne suis pas un sorcier (romanzo), éd. Saint Paul, Kinshasa
- 1984 Londola ou cercueil volant (novelle), éd. Saint Paul Lubumbashi
- 1986 Au clair de la lune (racconti) , à compte d’auteur
- 1990 Train des malheurs (racconto), éd. Saint Paul, Lubumbashi,
- 1994 Un cauchemar (romanzo), éd. Impala, Lubumbashi
- 1999 Un fou noir au pays des blancs (romanzo), éd. Pré aux sources, Bruxelles
- 2001 Ces enfants qui n’ont envie de rien, éd. Bernard Gilson, Bruxelles
- 2004 Avant qu'il soit trop tard (racconto), éd. Memor, Bruxelles
- 1989 Alerte à Kamoto ed. Lanterne, Lubumbashi
- 1995 Les refoulés du Katanga ed. Impala, Lubumbashi
- 2010 Des clandestins à la mer, les tribulations de Yado, dessins di Tchibemba, ed. Coccinelle
- 2014 Questions de vie? Répondre ensemble!, ed. Rayon de Soleil, Court-Saint-Etienne